# Bromley
Pour les articles homonymes, voir Bromley (homonymie).
Bromley est une ville du borough du même nom dans le Grand Londres. Elle est située à 14,9 km au sud de Charing Cross.
Du XIIe siècle jusqu'à 1845 les évêques de Rochester avaient leur palais à Bromley. Aujourd'hui, il fait partie de l'hôtel de ville de Bromley. Proche de l'ancien palais épiscopal, se trouve une bonne fontaine, dédiée à saint Blaise, qui était un site de pèlerinage pendant de nombreuses années.
La ville est jumelée avec Neuwied en Allemagne.
C'est la ville dans laquelle David Bowie passa une partie de sa jeunesse. C'est aussi la ville natale de l'écrivain H. G. Wells.
Au début du mouvement punk en Angleterre, en 1976, un groupe d'adolescents, pour la plupart originaire de Bromley, suivait les Sex Pistols en tournée et attirèrent l'attention des médias par leur look et leur attitude. Ils furent nommés Bromley Contingent par la journaliste Caroline Coon.

Localisation de Bromley à Londres.

## Personnalité
- Mary Catherine Rowsell (1839-1921), écrivaine, y est morte.